# Zofia Kirkor-Kiedroniowa
Zofia Kirkor-Kiedroniowa z domu Grabska (ur. 14 maja 1872 w Borowie, zm. 15 czerwca 1952) – polska nauczycielka i działaczka społeczna.

## Życiorys
Była córką Stanisławy i Feliksa Grabskich, siostrą Stanisława i Władysława Grabskich. Urodziła się w majątku rodzinnym w Borowie i do 10 roku życia pobierała tutaj naukę. Następnie kształciła się w Warszawie. Naukę szkolną pobierała na pensji Izabeli Smolikowskiej, a następnie ukończyła Uniwersytet Latający i zdała egzamin rządowy na nauczycielkę matematyki.

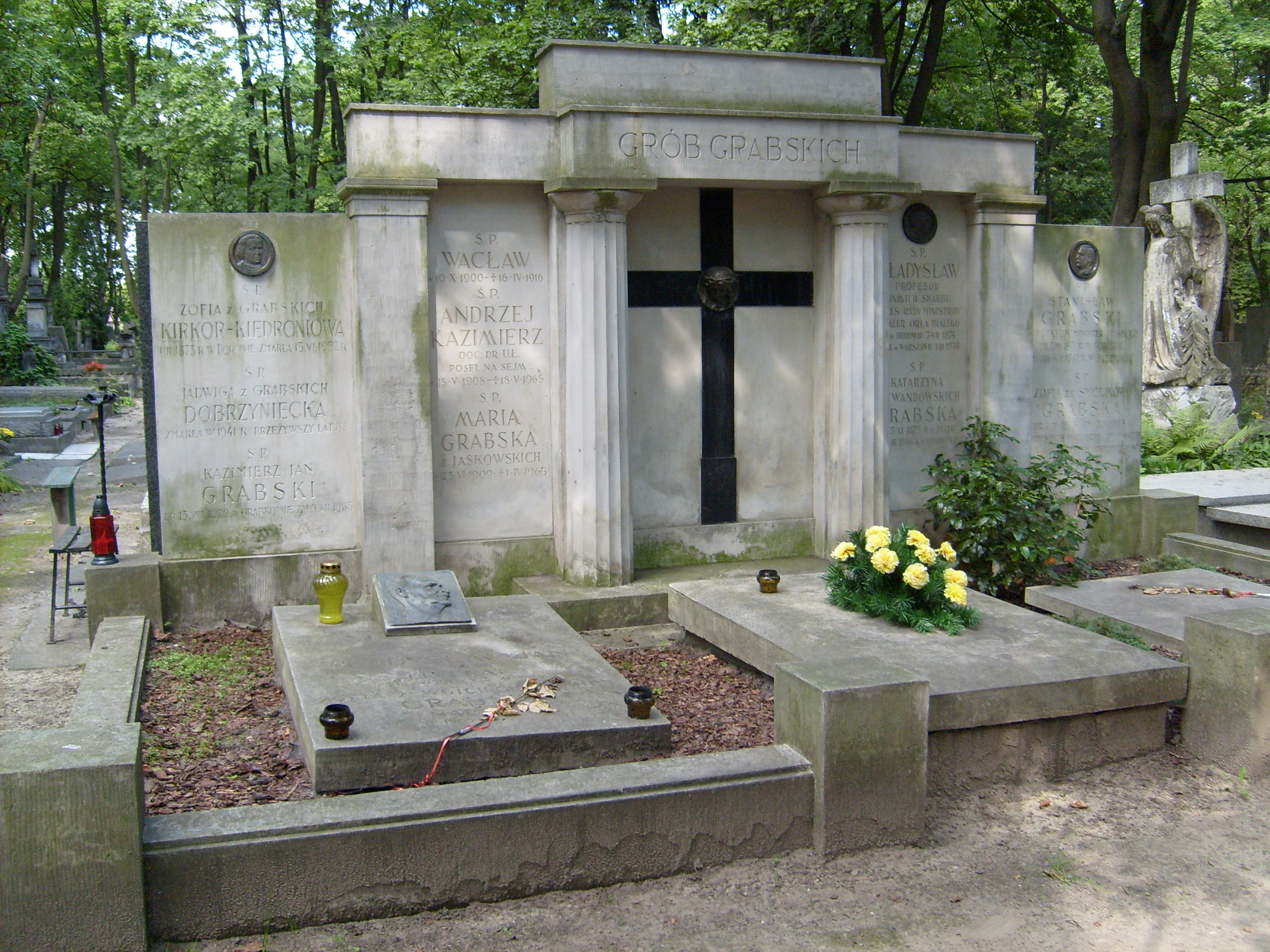
Grób Zofii Kirkor-Kiedroniowej na Powązkach; Warszawa (2008)

Była członkiem Ligi Narodowej. Była działaczką PPS i w latach 1894–1896 przebywała na zesłaniu w Rosji, w Permie i Jekaterynosławiu. Od 1905 do 1920 r. przebywała na Śląsku Cieszyńskim. Została działaczką Macierzy Szkolnej Śląska Cieszyńskiego, a od 1918 do 1920 r. była członkinią Rady Narodowej Śląska Cieszyńskiego. Należała do Narodowej Organizacji Kobiet.
Z pierwszego małżeństwa z Dymitrem Kirkorem (mąż zmarł 18 grudnia 1900) miała syna dr. Stanisława Kirkora, który w II RP był urzędnikiem w ministerstwie skarbu. 1 sierpnia 1905 r. poślubiła drugiego męża Józefa Kiedronia, z którym miała synów Władysława i Jana, który zmarł w 1921 r. Razem z nim zamieszkała na stałe w Dąbrowie na Śląsku Cieszyńskim. Od maja 1925 r. mieszkała w Siemianowicach. W 1932 r. – po śmierci drugiego męża – ostatecznie wycofała się z życia publicznego. W czasie powstania warszawskiego przebywała w Warszawie. W 1945 r. przeniosła się do Borowa, gdzie zrekonstruowała swoje pamiętniki, które zaginęły w powstaniu. Zmarła 15 czerwca 1952 r. i została pochowana na warszawskich Powązkach (kwatera 89-3/4-30/31).

## Upamiętnienie
W 2010 została uhonorowana lampą umieszczoną na Uliczce Cieszyńskich Kobiet.
W marcu 2018 w Oranżerii Zamku Cieszyn otwarto czasową wystawę Obywatelki. Kobiety Śląska Cieszyńskiego dla Niepodległej opracowaną przez Władysławę Magierę. Jedną z jej bohaterek była Zofia Kirkor-Kiedroniowa.